# تاكسي حنطور (فلم)
تاكسي حنطور هو فيلم كوميدي مصري تم إنتاجه عام 1945، تأليف أبو السعود الإبياري وإخراج أحمد بدرخان و بطولة محمد عبد المطلب، سامية جمال، فؤاد شفيق.

## فريق العمل
إخراج: أحمد بدرخان
تأليف: أبو السعود الإبياري
بطولة:
- محمد عبد المطلب
- سامية جمال
- فؤاد شفيق
- محمود شكوكو
- إسماعيل ياسين
- محمد كمال المصري

## روابط خارجية
- مقالات تستعمل روابط فنية بلا صلة مع ويكي بيانات